# La duchessa di Langeais
La duchessa di Langeais (Ne touchez pas la hache) è un film del 2007 diretto da Jacques Rivette.
Il soggetto è tratto dal romanzo omonimo di Honoré de Balzac pubblicato nel 1837.

## Trama
La vicenda ha luogo nel periodo della Restaurazione. Il generale di Montriveau, innamorato follemente della duchessa di Langeais, che gli si era sempre rifiutata, scopre con sgomento che la donna è sparita. Aiutato da una loggia potente di massoni, la rintraccia presso un convento spagnolo dove questa si è rifugiata sotto il nome di suor Teresa.
La donna accetta di incontrarlo solo in presenza della madre superiora alla quale però fa credere che l'uomo sia suo fratello. Alla fine, però, non riesce a nascondere la passione a lungo nascosta per il generale e comincia una lunga confessione che la porta a ricordare i tempi in cui, come duchessa, prendeva in giro il mondo, insieme al marito, disprezzando tutti i suoi spasimanti...